# Marjory Collins
Pour les articles homonymes, voir Collins.
Marjory Collins est une photographe américaine née en 1912 à New York et morte à San Francisco en 1985.

## Biographie
Après ses études au Sweet Briar College en Virginie, elle épousa l'historien d'art John Burr.
Elle divorça en 1935 et s'installa à Greenwich Village où elle assista aux conférences de la Photo League.
À la fin des années 1930, Collins travailla pour la Black Star and Associated Press avant d'être embauchée par l'unité de photographique de la Farm Security Administration, aux côtés d'autres photographes tels Esther Bubley, Marion Post Wolcott, Arthur Rothstein, Walker Evans, Gordon Parks, Charlotte Brooks, John Vachon, Carl Mydans et Dorothea Lange.
Après la Seconde Guerre mondiale, Marjory Collins travailla comme photographe indépendante pour la presse commerciale. Dans les années 1960, elle s'impliqua de plus en plus dans la question de l'égalité des droits et fonda Prime Time, un magazine féministe indépendant.

## Collections
- Bibliothèque du Congrès
- Getty Center

## Galerie

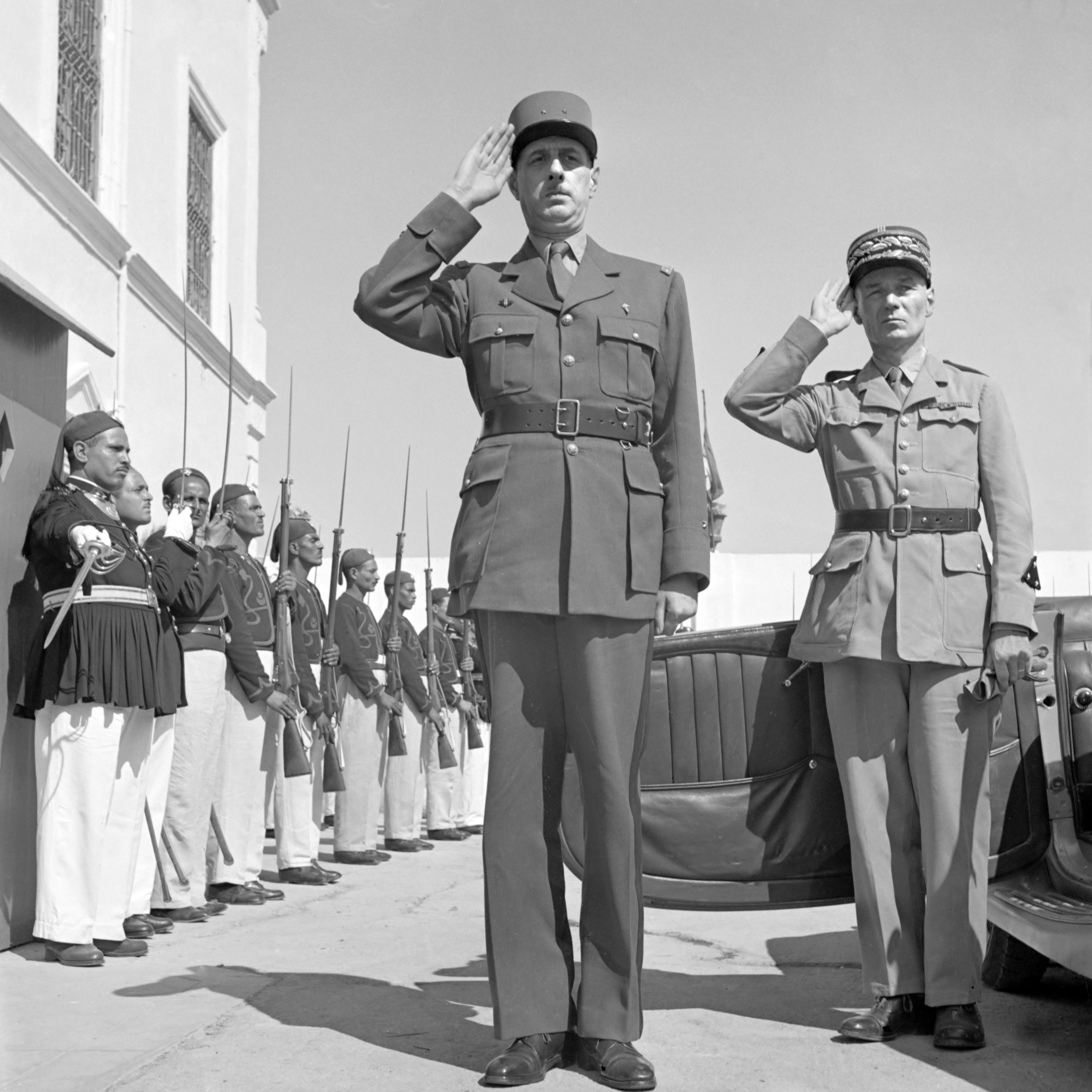
Le général de Gaulle en Tunisie en 1943.
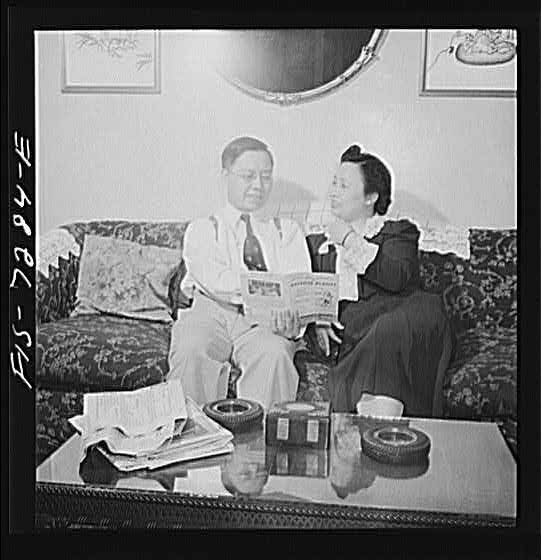
Un couple sino-américain dans le quartier de Flatbush à New York, 1942.
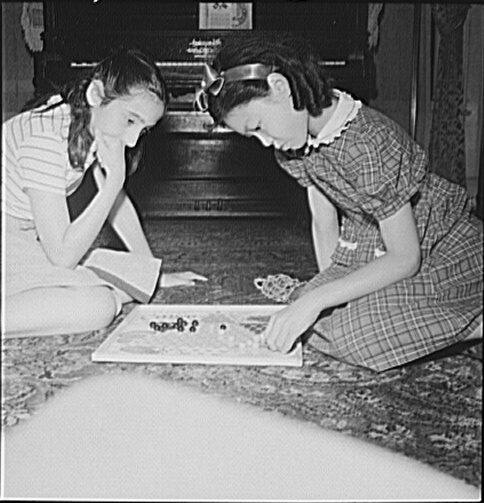
Fillettes sino-américaines jouant aux échecs, 1942.
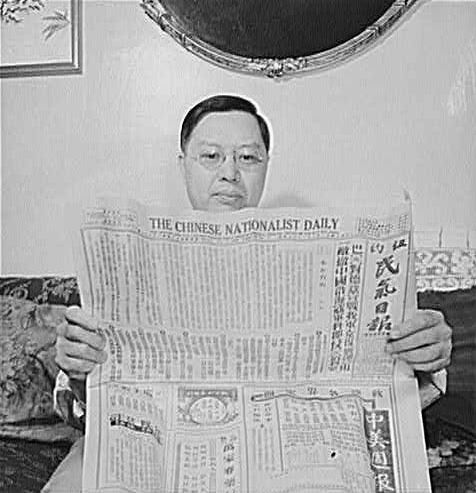
Un sino-américain à Flatbush, 1942.
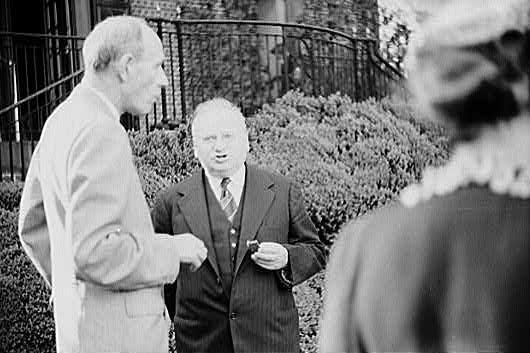
L'ambassadeur britannique lord Halifax et l'ambassadeur russe Maxim Litvinoff lors d'une réception à l'ambassade de Nouvelle-Zélande à Washington, printemps 1942
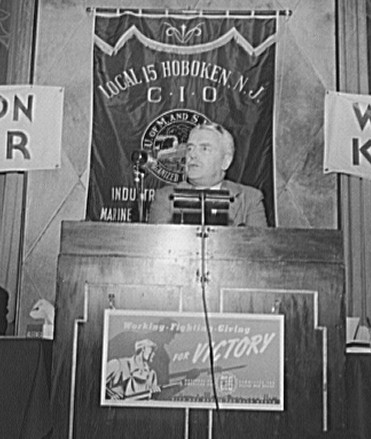
Walter Nash, ministre des Finances de Nouvelle-Zélande et ambassadeur aux États-Unis, s'adressant à des ouvriers américains de l'industrie navale, septembre 1942.